# Erasmus Kittler
Erasmus Kittler, född 25 juni 1852 i Schwabach vid Nürnberg, död 14 mars 1929 i Darmstadt, var en tysk elektrotekniker.
Kittler blev 1882 professor i elektroteknik vid tekniska högskolan i Darmstadt, där han upprättade ett laboratorium, som tjänade flera andra tekniska högskolor till förebild. Han skrev en betydande Handbuch der Elektrotechnik (I, 1885–86, andra upplagan 1892; II, 1890) och Allgemeine Elektrotechnik (II, 1908). År 1900 blev han ständig ledamot av hessiska första kammaren.